# 戈雷副䲁
戈雷副䲁（學名：Parablennius goreensis），為輻鰭魚綱鳚形目䲁科副䲁屬的一種，分布於東大西洋塞內加爾、茅利塔尼亞及象牙海岸海域，深度1至17公尺，背鰭硬棘11-13枚、背鰭軟條18-19枚、臀鰭硬棘2枚、臀鰭軟條19-21枚，體長可達7公分，棲息在沿海沙石底質或岩石海岸，雌魚產附著性卵，雄魚有護卵行為，幼魚為浮游性，生活習性不明。